# Лунгуца (река)
Лунгуца (рум. Lunguţa) — река в Молдавии, протекающая в границах Чимишлийского района, Комратского и Чадыр-Лунгского районов АТО Гагаузия, а также Тараклийского района, правый приток реки Лунга (бассейн Дуная). Является притоком третьего порядка.

## Название
Гидроним имеет молдавское происхождение, переводится как «Длинненькая» и связан с физико-географическими особенностями местности, по которой протекает река.

## Описание
Река Лунгуца берёт своё начало в 2,7 км юго-западнее от южной окраины села Чукур Минджир, из источника на высоте 167,14 м, откуда река формирует своё русло и следует по направлению с севера на юг до села Кортен, где в 0,6 км южнее населённого пункта, впадает в реку Лунга на высоте 29,34 м. В среднем и нижнем течении река была зарегулирована путём создания трёх прудов.
В верхнем течении, долина реки слабо выражена, имеет форму амфитеатра со склонами шириной от 110 м до 1,0 км и плавным уклоном. Склоны реки в верхнем течении используются для выращивания сельскохозяйственных культур и хозяйственной застройки. Русло реки зарегулировано путём углубления, ширина от 0,5 м до 5,0 м, в пойменной части — 11,0 м. Берега с глиняным субстратом, высотой 0,5-1,0 м.
Среднее течение включает в себя речной участок от южной окраины села Чукур Менджир до северной окраины села Гайдар. Данный участок реки характеризуется более плавным уклоном по сравнению с верхним участком реки. В среднем течении река протекает через село Башкалия, село Ферапонтьевка и село Томай.
Долина реки на данном участке трапециевидная, хорошо выражена, используется для выращивания сельскохозяйственных культур. Берега с глиняным субстратом, высотой 1,5-2,0 м. Левый склон более крутой, по всей длине изрезан сетью ложбин и оврагов. Русло реки илистое, зарегулировано путём спрямления и углубления, ширина от 13 м до 18 м. Средняя глубина реки 0,2 м, толщина слоя ила от 0,1 м до 0,15 м. Течение реки на данном участке относительно ленивое, на некоторых участках вода в русле застаивается.
В нижнем течении река протекает через сёла Гайдар и Кортен. Нижнее течение характеризуется более мягким уклоном, по сравнению со средним течением реки. Склоны реки используются для выращивания сельскохозяйственных культур и хозяйственной застройки.

## Морфометрические и морфографические характеристики
- длина основного русла 57,09 км[1];
- длина бассейна 55,7[1];
- площадь бассейна 355,590 км²[1];
- падение 137,8 м, средний уклон составляет 2,5 м/км (0,0025 %)[1];
- извилистость реки 1,055[1];
- плотность гидрографической сети 0,803 км/км²[1];
- доля озёр 0,953 %[1];
- доля лесов 5,635 %[1].

## Устье реки
Устьем реки Лунгуца является река Лунга. Место слияния расположено в непосредственной близости от южной окраины села Кортен на высоте 29,34 м. Географические координаты: 45°59’36,12"с. ш. и 28°44’14,03" в. д.

## Экологическое состояние реки
Основное антропогенное воздействие на экологическое состояние реки Лунгуца оказывают населённые пункты Башкалия, Ферапонтьевка, Томай, Гайдар и Кортен по причине отсутствия очистных сооружений. В настоящее время местной властью изучается возможность строительства микрорегиональной системы водоотведения в которую будут включены села Ферапонтьевка, Томай и Гайдар. К природным факторам воздействия на качественные параметры реки относятся интенсивные ливневые осадки, в результате которых интенсифицируются процессы смыва с поверхности водосборов твёрдых частиц, химических веществ, используемых в сельском хозяйстве, а также бытового мусора.
Длительное время водоём также подвергался воздействию просроченных ядохимикатов, которые с 1978 года хранилось на территории сёл Гайдар и Томай в неприспособленных складах, что приводило к их неконтролируемому выветриванию, проникновению в почву и грунтовые воды. В 2018 году ядохимикаты были утилизированы в Польше на заводе SARPI Dabrowa Gornicza.